# Ще люблю, ще сподіваюся
«Ще люблю, ще сподіваюся» (рос. «Ещё люблю, ещё надеюсь») — радянська мелодрама 1984 року. 

## Сюжет
Василь Васильович все своє життя без відповіді любить Агнессу. Любить, не дивлячись на те, що вона одружилася з іншим. Над ним жартують діти Агнесси, її онуки називають його «наречений бабусі». Навіть чоловік Агнесси по-своєму опікується над ним.
Агнесса вже мати й бабуся, і Василь Васильович вже також постарів, але все так само любить її. І щороку 6 січня він поспішає з роботи, щоб привітати її з днем народження…

## У ролях
- Євген Євстигнєєв —  Василь Васильович
- Тамара Сьоміна —  Агнесса Федорівна Захарова
- В'ячеслав Невинний —  Борис Захаров, чоловік Агнесси
- Марина Левтова —  Люся
- Костянтин Лавроненко —  Женя
- Валентина Тализіна —  Тоня, касирка в книжковому магазині
- Борис Новиков —  Павло Петрович, продавець в книжковому магазині
- Людмила Гладунко —  Зіна, дочка Захарових
- Євген Тетервов —  Петро, син Захарових
- Марина Зудіна —  дружина Петра
- Олександр Марін —  Володя, однокурсник Жені і Люсі
- Любов Корнєва —  медсестра
- В'ячеслав Гостинський —  покупець з рулеткою
- Лілія Евтігнеева — продавчиня Лідія

## Знімальна група
- Автор сценарію —  Микола Лирчиков
- Режисер —  Микола Лирчиков
- Оператор — Андрій Пашкевич, Микола Жолудєв
- Композитор — Марк Мінков
- Художник — Віктор Сафронов